# Acodus
Genre
Acodus est un genre de conodontes de la famille des Acodontidae. Les différentes espèces ont été trouvées dans des terrains datant de l'Ordovicien au Dévonien.

## Liste des espèces
Selon GBIF (8 juillet 2025) :
- † Acodus acutus Pander, 1856
- † Acodus crassus Pander, 1856
- † Acodus delicatus Branson & Mehl, 1933
- † Acodus deltatus Lindström, 1955
- † Acodus erectus Pander, 1856
- † Acodus jonesi Igo & Koike, 1967
- † Acodus kechikaensis Pyle & Barnes, 2002
- † Acodus neodeltatus Pyle & Barnes, 2002
- † Acodus planus Pander, 1856
- † Acodus sigmoideus Pander, 1856
- † Acodus similaris Rhodes, 1955
- † Acontiodus malayensis Igo & Koike, 1967

## Systématique
Le nom valide complet (avec auteur) de ce taxon est Acodus Pander, 1856.

### Publication originale
- (de) Christian Heinrich von Pander, Monographie des fossilen Fische des silurischen Systems des russisch-bamtischen Gouvernements, Buchdruckerei der Kaiserlichen Akademie der Wissenschaften, Saint-Pétersbourg, 1856, 91 pages [lire en ligne], Google books.